# NGC 22
NGC 22 је спирална галаксија у сазвежђу Пегаз која се налази на NGC листи објеката дубоког неба.
Деклинација објекта је + 27° 49' 58" а ректасцензија 0h 9m 48,2s. Привидна величина (магнитуда) објекта NGC 22 износи 13,8 а фотографска магнитуда 14,6. NGC 22 је још познат и под ознакама UGC 86, MCG 5-1-39, CGCG 499-55, PGC 690.